# Confrérie Pictura

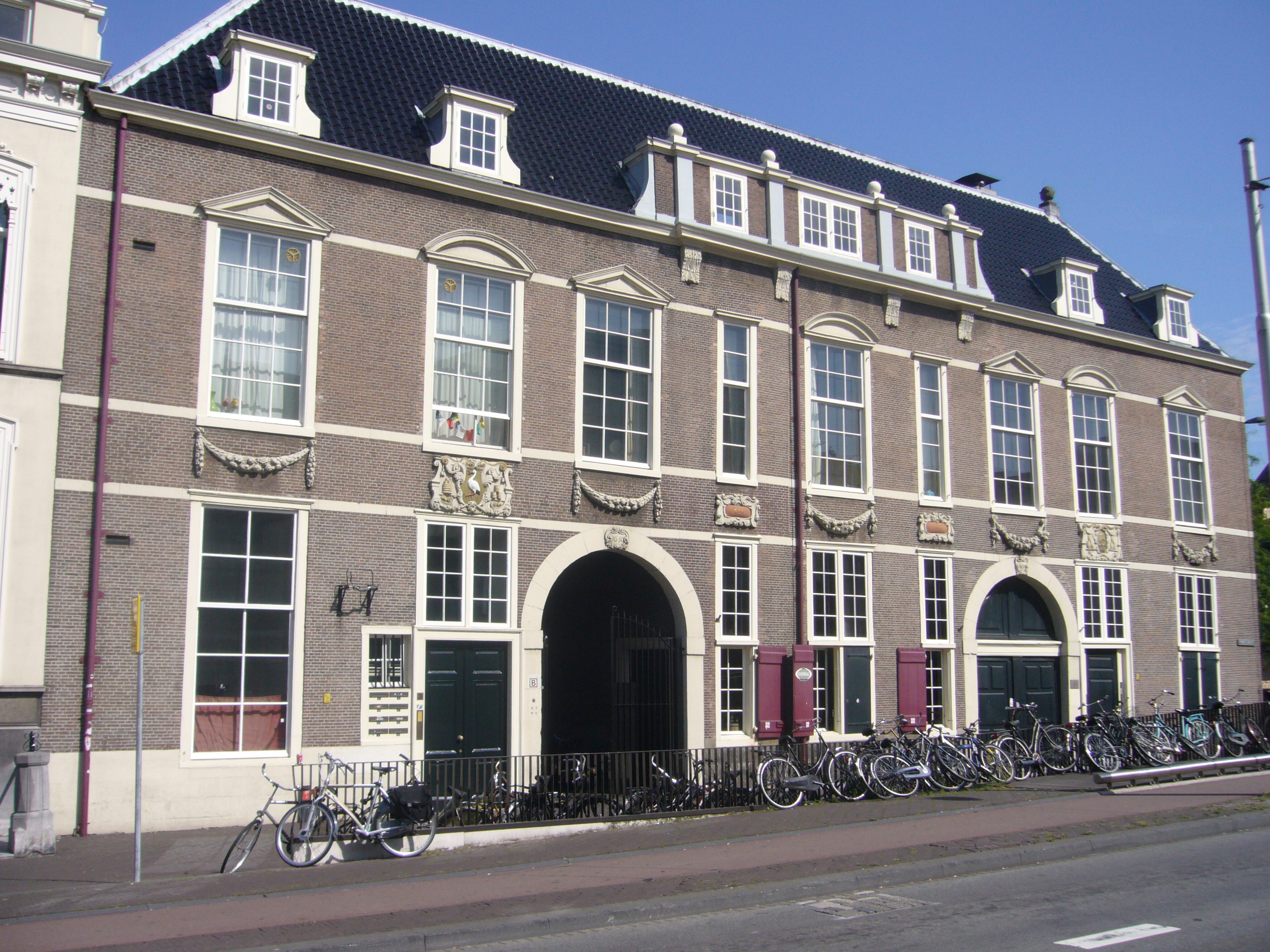
Le sur le Prinsegracht à La Haye. La partie la plus à gauche, avec le cygne au-dessus de la porte, correspond à l'édifice original datant de 1650.

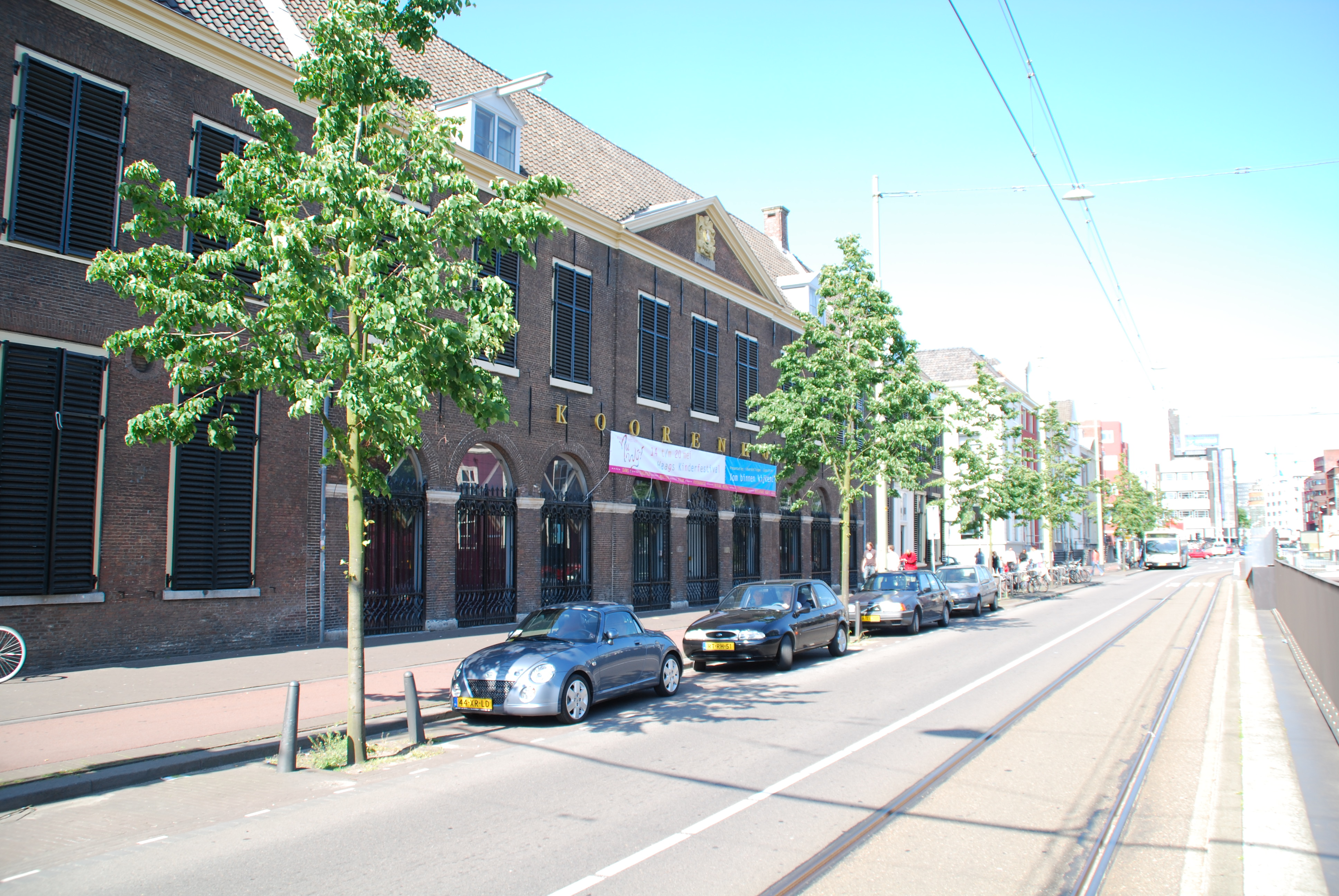
Koorenhuis sur Prinsegracht 27, construite en 1662-1663, désormais un centre d'art. Seuls restent le hall et la façade du bâtiment original.

La Confrérie Pictura était une société d'artistes plus ou moins académique fondé en 1656 à La Haye par des peintres qui n'étaient pas satisfaits de la guilde de Saint-Luc de la ville.
Elle a principalement pour but de protéger les peintres locaux. Elle est dissoute en 1682 au profit de la Koninklijke Academie van Beeldende Kunsten (Académie des beaux-arts de La Haye).

## Histoire
La guilde de Saint-Luc de La Haye existait déjà au XVe siècle et comme la plupart des villes néerlandaises, elle ne pourvoyait pas qu'aux besoins des peintres, mais également aux vitriers, graveurs, sculpteurs, orfèvres, imprimeurs et libraires. À cette époque, les guildes étaient représentées dans des églises avec leur propre autel ; dans le cas des guildes de peintres, elles étaient parrainées par l'église à qui elles assuraient parfois un revenu au travers de dons à l'autel de Saint-Luc.
Après la Réforme protestante, tout cela changea et les églises ne faisaient plus partie de la vie des guildes. Dépourvus d'autels, qui étaient traditionnellement les panneaux publicitaires des artistes, il fallait trouver de nouveaux lieux de vente. Ajouter à cela qu'avec l'arrivée de nouveaux peintres talentueux des Pays-Bas méridionaux, en particulier d'Anvers, les fondateurs de la guilde de Saint-Luc sentirent que de nouvelles mesures plus protectrices étaient nécessaires. Quand l'assurance d'une nouvelle charte protectrice échoua à rassurer tout le monde, la Confrérie Pictura fut établie par 48 peintres insatisfaits. Ils étaient menés par le premier diacre et le plus populaire portraitiste de La Haye, Adriaen Hanneman.
Parmi les fondateurs figuraient Willem Doudijns (en), Jacob van der Does, Jan de Bisschop, Theodor van der Schuer (en), Dirck van der Lisse, Daniel Mijtens le Jeune, Jan Mytens, Willem van Diest (en), Adriaen Pietersz van de Venne, Robbert Duval (en), Joris van der Haagen et Augustinus Terwesten.

## Charte de 1656
Le but de la Confrérie Pictura était de protéger les peintres de La Haye et de renforcer les liens entre ses membres. Toute personne travaillant comme peintre à La Haye était obligé d'être un membre de la Confrérie. Les guildes installèrent des règles strictes pour restreindre ce qui semblait être un traité commercial injuste, mais obligeaient également ses membres à assister à différentes manifestations, telles que les funérailles de l'un de leurs membres.
La Confrérie avait établi 28 règles. Une règle importante était que ses membres étaient obligés d'exposer leurs œuvres de façon permanente dans leur salle de réunion. Dès que l'une d'elles était vendue, il fallait la remplacer immédiatement.
La Confrérie commença à se réunir à l'étage du Boterwaag (en), où du beurre était vendu au Prinsegracht. La location fut payée par le don d'une peinture au conseil de la ville. La Confrérie était gouvernée par un diacre (en néerlandais : deken), trois gouverneurs (hoofdmannen) et un secrétaire, qui étaient choisis tous les deux ans par le magistrat de La Haye.

## Haagse Tekenacademie

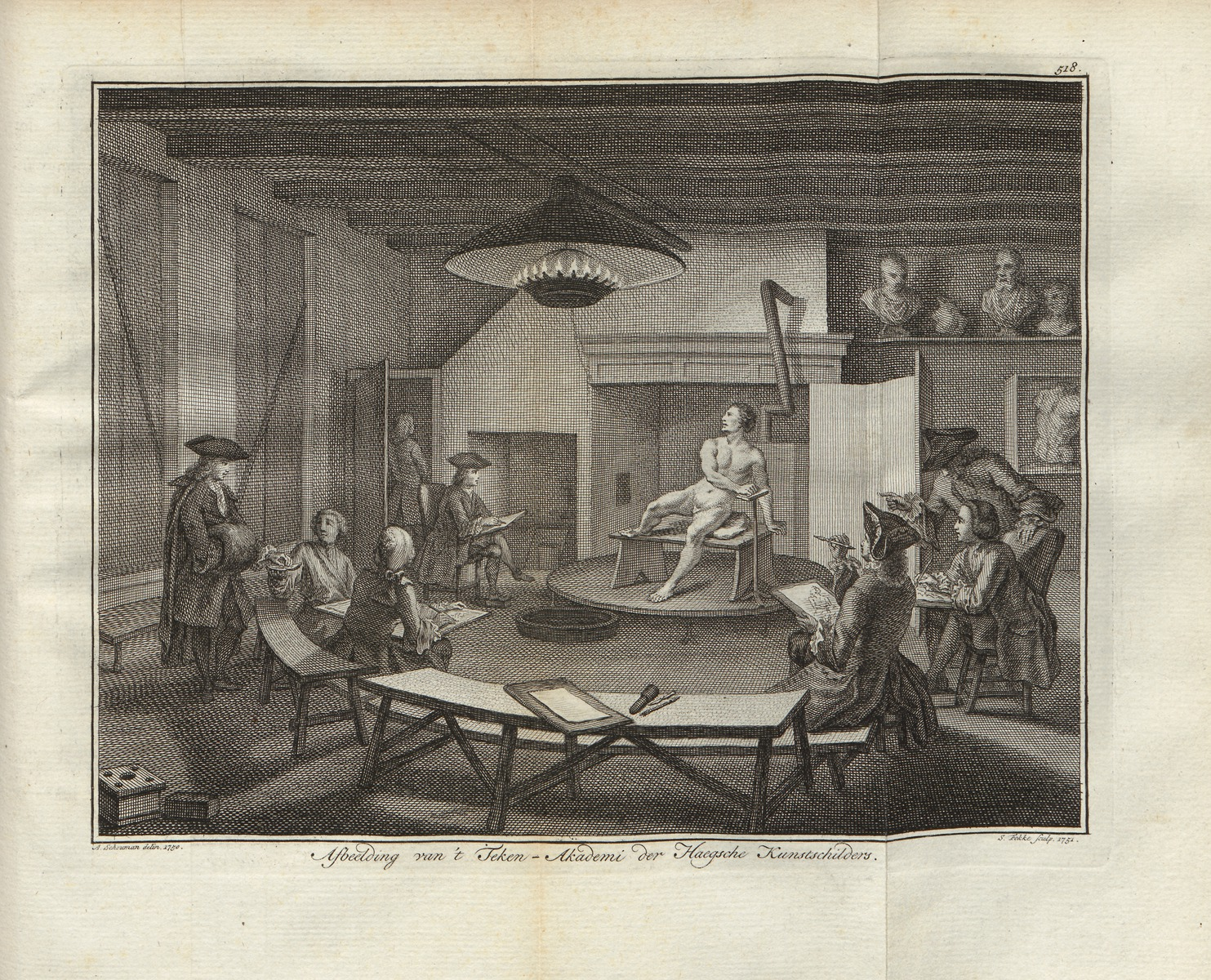
Gravure de Simon Fokke d'après Aert Schouman, représentant une leçon de dessin avec un modèle vivant au Teken-Akademi der Haagsche Kunstschilders, publiée pour la première fois en 1750 dans le Nieuwe Schouburg de Jan van Gool.

Plus tard, dans les années 1680, on alloua à la confrérie un meilleur endroit pour établir son siège : à la Koorenhuis, le bâtiment où l'on vendait et achetait du blé, également sur le Prinsegracht. Ils avaient quatre salles séparées à l'étage le plus élevé du bâtiment, l'un desquels était occupé par la Haagsche Teekenacademie (l'Académie de dessin de La Haye), fondée en 1682 par cinq membres de la confrérie, qui déménagerait plus tard au 4 de Princessegracht, lieu actuel de la Koninklijke Academie van Beeldende Kunsten (Académie royale des arts). Ces cinq membres étaient Doudijns, Mytens, Terwesten, Duval and Van der Schuer.

## Héritage
Payer des cotisations à une deuxième guilde en plus de la confrérie était trop pour la plupart des peintres, malgré leur protection, et la guilde de Saint-Luc était sur le point d'être dissoute. La Confrérie Pictura a existé jusqu'en 1849, quand la nouvelle société Pulchri Studio (fondée en 1847) a démontré être une alternative davantage moderne.
En 1682, plusieurs membres de la confrérie — Willem Doudijns (en), Daniel Mijtens le Jeune, Augustinus Terwesten, Theodor van der Schuer (en) et Robbert Duval (en) — fondent leur propre école d'art appelée Haagsche Teekenacademie (« Académie de dessin de La Haye »). L'académie ayant du succès, elle devient la Koninklijke Academie van Beeldende Kunsten (Académie royale des beaux-arts de La Haye) : elle existe encore aujourd'hui et est la plus vieille académie d'art du pays. Le bâtiment original a été endommagé lors de la seconde guerre mondiale et est en 2015 en cours de restauration et d'expansion au 4, Prinsessegracht à La Haye. Beaucoup d'œuvres originales des fondateurs et des premiers membres peuvent être observées dans les décorations de l'édifice.